# Alfabeto tailandés
El alfasilabario tailandés (tailandés: อักษรไทย, akson thai) se utiliza para escribir el idioma tailandés y otros idiomas pertenecientes a las minorías lingüísticas de Tailandia y el laosiano. Tiene cuarenta y cuatro consonantes (tailandés: พยัญชนะ, phayanchana) y quince símbolos vocálicos (tailandés: สระ, sara) que combinan en al menos veintiocho formas vocales, y cuatro marcas de tono (tailandés: วรรณยุกต์, wannayuk).
El tailandés tiene su propio conjunto de números tailandeses (tailandés: ตัวเลขไทย, tuwlek thai), pero los números indoarábigos (tailandés: ตัวเลขอารบิก, tuwlek arabik) también son de uso común.

## Origen
El alfasilabario tailandés deriva del alfabeto camboyano (อักขระเขมร), que está inspirado en la escritura brahmi de las lenguas indoarias. Al igual que los birmanos adoptaron el alfabeto mon (que también tiene orígenes índicos), los tailandeses adoptaron una forma modificada de alfabeto camboyano para crear su propio sistema de escritura. Mientras que la más antigua inscripción conocida en camboyano data del 611 d. C., las inscripciones en alfabeto tailandés empezaron a aparecer alrededor de 1292 d. c

## Características

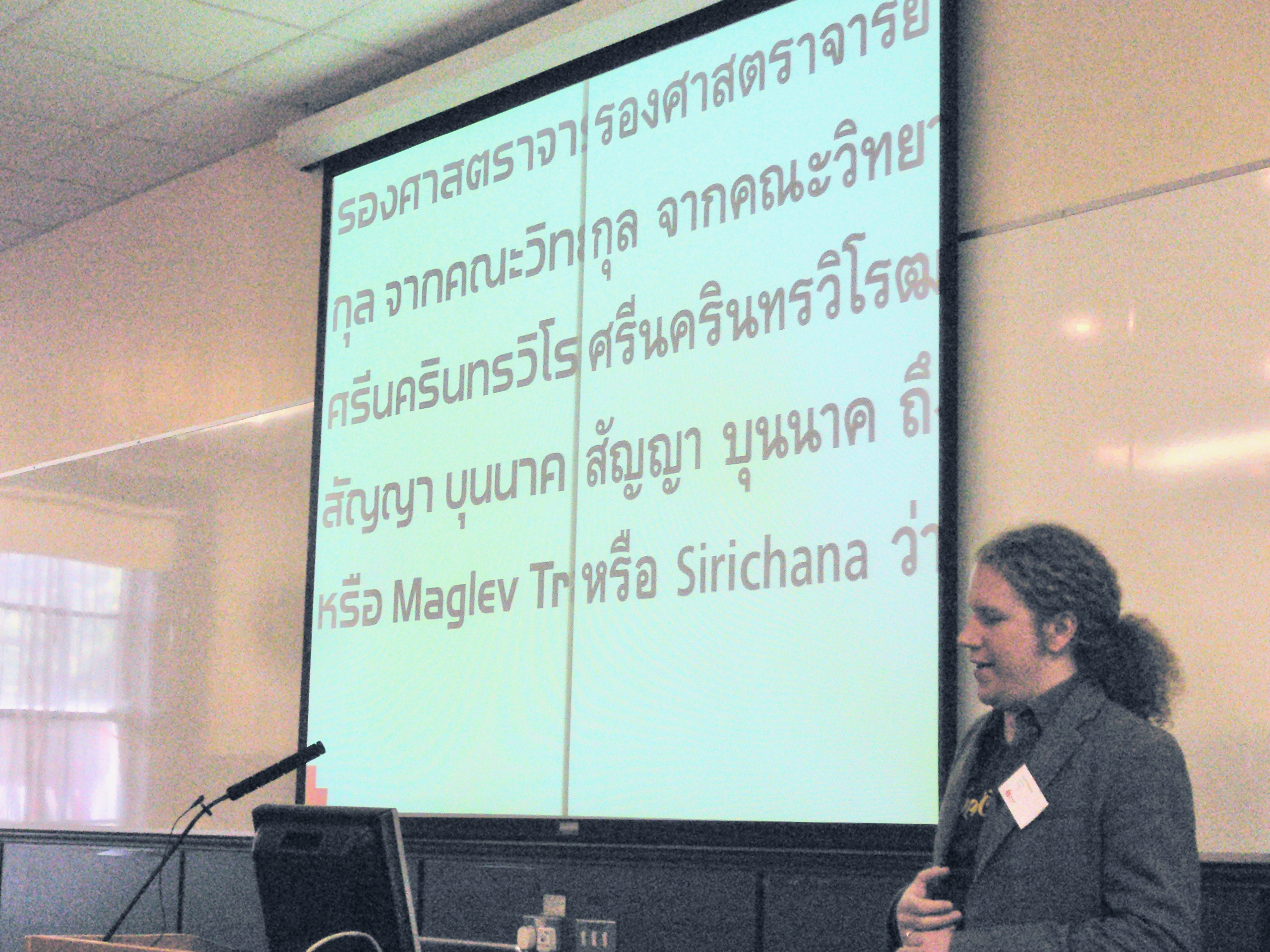
Sans Serif y Serif

Sus características más notables incluyen:
- Es una forma de escritura abugida, en la que la vocal implícita es una /a/ corta para las consonantes que se presentan solas y una /o/ corta si la consonante inicial o el grupo va seguido de otra consonante.
- Los marcadores de tono se colocan en la parte superior de la consonante inicial de una sílaba o en la última consonante de un grupo consonante inicial.
- Las vocales asociadas con consonantes no son secuenciales: se puede colocar antes, después, arriba o abajo de su consonante asociada, o en una combinación de estas posiciones.

Esto último causa problemas para la codificación informática y representación de textos.

## Letras

### Consonantes
| Símbolo | Nombre                           | Instituto Real | Instituto Real |
| Símbolo | Nombre                           | Inicial        | Final          |
| ------- | -------------------------------- | -------------- | -------------- |
| ก       | ko kai (pollo)                   | k              | k              |
| ข       | kho khai (huevo)                 | kh             | k              |
| ฃ       | kho khuat (botella) [obsoleta]   | kh             | —              |
| ค       | kho khwai (búfalo)               | kh             | k              |
| ฅ       | kho khon (persona) [obsoleta]    | kh             | —              |
| ฆ       | kho ra-khang (campana)           | kh             | k              |
| ง       | ngo ngu (serpiente)              | ng             | ng             |
| จ       | cho chan (plato)                 | ch             | t              |
| ฉ       | cho ching (platillos)            | ch             | —              |
| ช       | cho chang (elefante)             | ch             | t              |
| ซ       | so so (cadena)                   | s              | t              |
| ฌ       | cho choe (arbusto)               | ch             | —              |
| ญ       | yo ying (mujer)                  | y              | n              |
| ฎ       | do chada (tocado)                | d              | t              |
| ฏ       | to patak (aguijón)               | t              | t              |
| ฐ       | tho than (base)                  | th             | t              |
| ฑ       | tho montho (bailadora Mandodari) | th             | t              |
| ฒ       | tho phuthao (anciano)            | th             | t              |
| ณ       | no nen (monje novicio)           | n              | n              |
| ด       | do dek (niño)                    | d              | t              |
| ต       | to tao (tortuga)                 | t              | t              |
| ถ       | tho thung (bolsa)                | th             | t              |
| ท       | tho thahan (soldado)             | th             | t              |
| ธ       | tho thong (bandera)              | th             | t              |
| น       | no nu (ratón)                    | n              | n              |
| บ       | bo baimai (hoja)                 | b              | p              |
| ป       | po pla (pez)                     | p              | p              |
| ผ       | pho phueng (abeja)               | ph             | —              |
| ฝ       | fo fa (tapa)                     | f              | —              |
| พ       | pho phan (bandeja)               | ph             | p              |
| ฟ       | fo fan (diente)                  | f              | p              |
| ภ       | pho samphao (velero)             | ph             | p              |
| ม       | mo ma (caballo)                  | m              | m              |
| ย       | yo yak (gigante)                 | y              | y              |
| ร       | ro ruea (barco)                  | r              | n              |
| ล       | lo ling (mono)                   | l              | n              |
| ว       | wo waen (anillo)                 | w              | w              |
| ศ       | so sala (pabellón)               | s              | t              |
| ษ       | so ruesi (ermitaño)              | s              | t              |
| ส       | so suea (tigre)                  | s              | t              |
| ห       | ho hip (cofre)                   | h              | —              |
| ฬ       | lo chula (cometa)                | l              | n              |
| อ       | o ang (cuenco)                   | ʔ              | —              |
| ฮ       | ho nok-huk (lechuza)             | h              | —              |

### Vocales
Los sonidos vocálicos y los diptongos se escriben mezclando símbolos vocálicos con consonánticos y combinaciones de símbolos vocálicos. Cada vocal es mostrada en su posición correcta relativa a una consonante inicial (representada aquí por un trazo "–") y a veces también en forma relativa a una segunda consonante (un segundo trazo). Las vocales pueden ir encima, abajo, a la izquierda o a la derecha de la consonante, o en combinaciones de estas ubicaciones. Si una vocal tiene partes antes y después de la consonante inicial, y la sílaba comienza con un grupo de consonantes, la separación irá alrededor de todo el grupo consonántico. 
La pronunciación de las vocales en el cuadro, es indicada de acuerdo con el Alfabeto Fonético Internacional AFI y la transliteración según el Sistema General de Transcripción del Royal Thai Institute (Instituto Real Tailandés).
| Símbolo | Nombre           | AFI | Royal |
| ------- | ---------------- | --- | ----- |
| –       | a implícita      | a   | a     |
| – –     | o implícita      | o   | o     |
| –รร–    | ro han *         | a   | a     |
| –ว–     | tua wo *         | uə  | ua    |
| –วย     | sara uai         | uəj | uai   |
| –อ      | sara o           | ɔː  | o     |
| –อย     | sara oi          | ɔːj | oi    |
| –ะ      | sara a           | aʔ  | a     |
| –ั –     | mai han-akat     | a   | a     |
| –ัย      | sara ai          | aj  | ai    |
| –ัว      | sara ua          | uə  | ua    |
| –ัวะ     | sara ua          | uəʔ | ua    |
| –า      | sara a           | aː  | aa    |
| –าย     | sara ai          | aːj | ai    |
| –าว     | sara ao          | aːw | ao    |
| –ำ      | sara am          | am  | am    |
| –ิ       | sara i           | i   | i     |
| –ิว      | sara io          | iw  | io    |
| –ี       | sara i           | iː  | ii    |
| –ึ       | sara ue          | ɯ   | ue    |
| –ื       | sara ue          | ɯː  | ue    |
| –ุ       | sara u           | u   | u     |
| –ู       | sara u           | uː  | u     |
| เ–      | sara e           | eː  | e     |
| เ–็ –    | sara e           | e   | e     |
| เ–ะ     | sara e           | eʔ  | e     |
| เ–ย     | sara oei         | ɤːj | oei   |
| เ–อ     | sara oe          | ɤː  | oe    |
| เ–อะ    | sara oe          | ɤʔ  | oe    |
| เ–ิ –    | sara oe          | ɤ   | oe    |
| เ–ว     | sara eo          | eːw | eo    |
| เ–า     | sara ao          | aw  | ao    |
| เ–าะ    | sara o           | ɔʔ  | o     |
| เ–ีย     | sara ia          | iːə | ia    |
| เ–ียะ    | sara ia          | iəʔ | ia    |
| เ–ียว    | sara iao         | iəw | iao   |
| เ–ือ     | sara uea         | ɯːə | uea   |
| เ–ือะ    | sara uea         | ɯəʔ | uea   |
| แ–      | sara ae          | ɛː  | ae    |
| แ–ะ     | sara ae          | ɛʔ  | ae    |
| แ–็ –    | sara ae          | ɛ   | ae    |
| แ–ว     | sara aeo         | ɛːw | aeo   |
| โ–      | sara o           | oː  | o     |
| โ–ะ     | sara o           | oʔ  | o     |
| ใ–      | sara ai maimuan  | aj  | ai    |
| ไ–      | sara ai maimalai | aj  | ai    |
| ฤ       | ro rue (corta) * | rɯ  | rue   |
| ฤๅ      | ro rue (larga) * | rɯː | rue   |
| ฦ       | lo lue (corta) * | lɯ  | lue   |
| ฦๅ      | lo lue (larga) * | lɯː | lue   |

* vocales o diptongos escritos con símbolos consonantes

### Números
- ๑ (nung) : uno
- ๒ [sorm] : dos
- ๓ [sam] : tres
- ๔ [si] : cuatro
- ๕ [ha] : cinco
- ๖ [hok] : seis
- ๗ [jet] : siete
- ๘ [peet] : ocho
- ๙ [kaw] : nueve
- ๐ [suːn2] : cero